# Лычная (Верховажский район)
Лычная — деревня в Верховажском районе Вологодской области.
Входит в состав Чушевицкого сельского поселения, с точки зрения административно-территориального деления — в Чушевицкий сельсовет.
Расстояние по автодороге до районного центра Верховажья — 57,8 км, до центра муниципального образования Чушевиц — 14 км. Ближайшие населённые пункты — Толстуха, Владыкина Гора, Дуброва.
По данным переписи в 2002 году постоянного населения не было.